# (23750) Stepciechan
(23750) Stepciechan est un astéroïde de la ceinture principale d'astéroïdes.

## Description
(23750) Stepciechan est un astéroïde de la ceinture principale d'astéroïdes. Il fut découvert le 22 mai 1998 à Socorro (Nouveau-Mexique) par le projet LINEAR. Il présente une orbite caractérisée par un demi-grand axe de 2,38 UA, une excentricité de 0,11 et une inclinaison de 5,8° par rapport à l'écliptique.

## Compléments